# بيل هولمز
بيل هولمز (بالإنجليزية: Bill Holmes)‏ (29 أكتوبر 1926 في المملكة المتحدة - ديسمبر 2020) هو لاعب كرة قدم بريطاني في مركز الهجوم.

## وصلات خارجية
- بيل هولمز على موقع قاعدة بيانات كرة القدم.إي يو (الإنجليزية)
- بيل هولمز على موقع أوليمبيديا (الإنجليزية)